# ジュゼッペ・バルディーニ
ジュゼッペ・バルディーニ（Giuseppe Baldini、1922年3月11日 - 2009年11月26日）は、イタリアの元サッカー選手・監督。ポジションはフォワード。

## 経歴
ルッシに生まれ、ポンテデーラの下部組織でキャリアをスタートさせる。
1939年、ACFフィオレンティーナでプロに転向し、インテルナツィオナーレ・ミラノ、アンドレア・ドリア、UCサンプドリア、ジェノアCFC、カルチョ・コモを渡り歩いた。
また、1949年にはイタリア代表として1試合に出場している。
引退後は監督として、カルチョ・コモ、UCサンプドリア、サノヴァ、ヴィルトゥス・エンテッラ、USアヴェッリーノ1912を率いた。